# Прапор Миколаївського району (Львівська область)
Пра́пор Микола́ївського райо́ну — офіційний символ Миколаївського району Львівської області, затверджений 19 вересня 2002 hjre рішенням сесії Миколаївської районної ради. Автор — А. Б. Гречило.

## Опис
Прапор являє собою жовте прямокутне полотнище зі співвідношенням сторін 2:3, яке перетяте синьою ламаною горизонтальною смугою, що складає чверть висоти прапора. Над нею знаходиться зелений жолудь з двома листками, а під нею — дві сині восьмипроменеві зірки.